# Benoît Delhomme
Benoît Delhomme (* 28. August 1961 in Paris) ist ein französischer Kameramann und Regisseur.

## Leben
Der gebürtige Pariser Benoît Delhomme wuchs in Cherbourg in der Normandie auf. Von 1980 bis 1982 studierte er an der Pariser Filmhochschule École Louis-Lumière. Anschließend assistierte er unter anderem Bruno Nuytten und drehte mehrere Kurzfilme, bevor er 1993 mit dem Filmdrama Der Duft der grünen Papaya seinen ersten Spielfilm als Kameramann verantwortete. Seitdem war er als Kameramann für Filme wie The Proposition – Tödliches Angebot, Zimmer 1408 und Der Junge im gestreiften Pyjama verantwortlich. Für seine Kameraarbeit an Artemisia wurde er 1998 beim französischen Filmpreis César mit einer Nominierung für die Beste Kamera bedacht. 2024 gab Delhomme mit dem Drama Mothers’ Instinct, einem amerikanischen Remake des französisch-belgischen Films Duelles von 2018, sein Regiedebüt. 

## Filmografie (Auswahl)
- 1992: Dableiben (Reste)
- 1993: Das Leben der Anderen (Comment font les gens)
- 1993: Der Duft der grünen Papaya (L’odeur de la papaye verte)
- 1995: Cyclo (Xích Lô)
- 1996: … und jeder sucht sein Kätzchen (Chacun cherche son chat)
- 1996: Typisch Familie! (Un air de famille)
- 1997: Artemisia
- 1999: Winslow Boy (The Winslow Boy)
- 1999: With or Without You
- 2000: Sade
- 2001: Mortal Transfer (Mortal transfert)
- 2002: Das Idol (L’idole)

- 2003: Der rote Tempelritter – Red Knight (Rencontre avec le dragon)
- 2004: Der Kaufmann von Venedig (The Merchant of Venice)
- 2005: The Proposition – Tödliches Angebot (The Proposition)
- 2006: Breaking and Entering – Einbruch & Diebstahl (Breaking and Entering)
- 2007: Zimmer 1408 (1408)
- 2008: Der Junge im gestreiften Pyjama (The Boy in the Striped Pyjamas)
- 2010: Chatroom
- 2010: Shanghai
- 2011: Ein Cop mit dunkler Vergangenheit – The Son of No One (The Son of No One)
- 2011: Zwei an einem Tag (One Day)
- 2012: Lawless – Die Gesetzlosen (Lawless)
- 2014: A Most Wanted Man
- 2014: Die Entdeckung der Unendlichkeit (The Theory of Everything)
- 2016: Free State of Jones
- 2018: Van Gogh – An der Schwelle zur Ewigkeit (At Eternity’s Gate)
- 2020: Minamata
- 2022: Beauty
- 2022: Lady Chatterleys Liebhaber (Lady Chatterley’s Lover)
- 2024: Mothers’ Instinct (auch Regie)